# كلوستريديوم حمض النمليك والخليك
كلوستريديوم فورميكاسيتيكام أو كلوستريديوم حمض الفورميك والأسيتيك أو كلوستريديوم حمض النمليك والخليك (نسبة لكل من حمض الفورميك أو النمليك المنسوب للنمل وحمض الخليك المنسوب للخل) هي بكتيريا موجبة غرام لاهوائية, متحركة.

## روابط خارجية
- كلوستريديوم حمض النمليك والخليك at the دليل الحياة
- (بالfr+en) مرجع موسوعة الحياة (EOL) : كلوستريديوم حمض النمليك والخليك
- Type strain of Clostridium formicaceticum at BacDive - the Bacterial Diversity Metadatabase